# Saint-Pal-de-Chalencon
Saint-Pal-de-Chalencon är en kommun i departementet Haute-Loire i regionen Auvergne-Rhône-Alpes i centrala Frankrike. Kommunen ligger i kantonen Bas-en-Basset som tillhör arrondissementet Yssingeaux. År 2022 hade Saint-Pal-de-Chalencon 1 019 invånare.

## Befolkningsutveckling
Antalet invånare i kommunen Saint-Pal-de-Chalencon
| Referens: INSEE |